# Władysław Kuźniar
Władysław Kuźniar (ur. 8 grudnia 1919 w Ludwikówce, zm. 1 czerwca 1977) – polski rolnik, poseł na Sejm PRL I kadencji.

## Życiorys
Syn Stanisława. Ukończył 4 klasy gimnazjum ogólnokształcącego, z zawodu był rolnikiem, prowadził gospodarstwo rolne w Klawku. Został członkiem Zjednoczonego Stronnictwa Ludowego. W 1952 uzyskał mandat posła na Sejm PRL I kadencji w okręgu Bydgoszcz, w parlamencie pracował w Komisji Obrotu Towarowego.
Został odznaczony Złotym Krzyżem Zasługi (1955) oraz Medalem 10-lecia Polski Ludowej (1955).
Został pochowany na cmentarzu parafialnym w Wyrzysku.